# Das Liebeskonzil

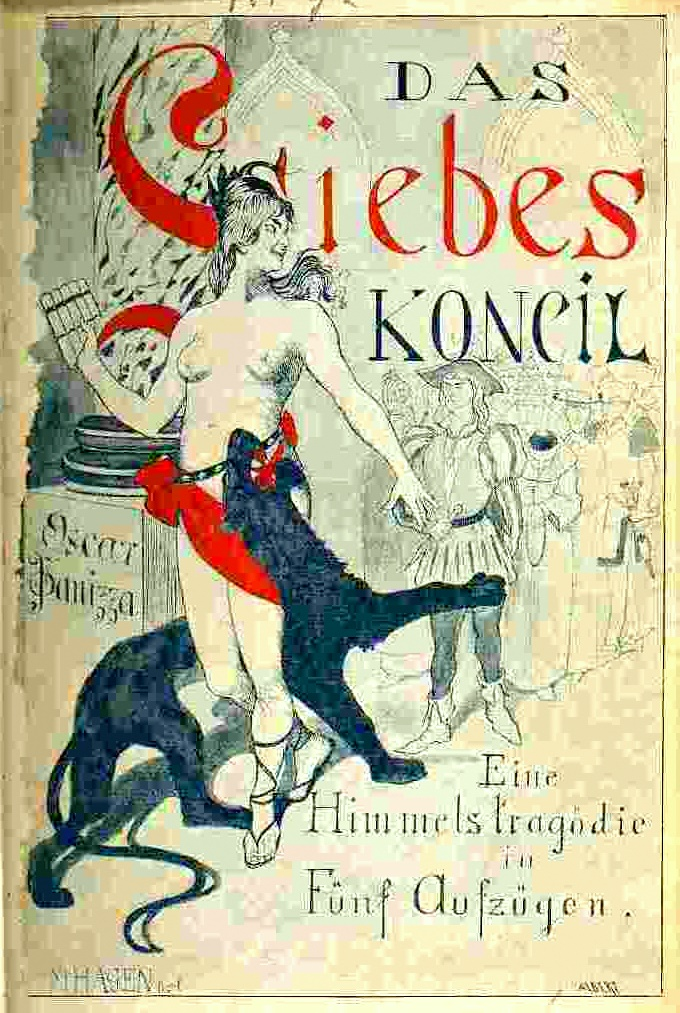
Titelbild der 1897 bei Jakob Schabelitz in Zürich verlegten dritten Ausgabe des Liebeskonzils,
Künstler: Max Hagen.

Das Liebeskonzil ist ein satirisch-groteskes Drama von Oskar Panizza aus dem Jahr 1894.
Panizzas Hauptwerk  ist eine radikal antikatholische Satire, die das plötzliche Auftreten der Syphilis Ende des 15. Jahrhunderts als göttliches Auftragswerk des Teufels erklärt.
Aufgrund der „Himmelstragödie“ wurde Panizza 1895 wegen Blasphemie zu einer einjährigen Zuchthausstrafe verurteilt und ging danach ins Exil in die Schweiz. Das in Deutschland verbotene Stück wurde bis 1897 dort in drei Auflagen bei Jakob Schabelitz in Zürich verlegt und erst 1967 auf einer Wiener Kleinbühne uraufgeführt. Auf eine große Bühne kam es erstmals 1969 im  Théâtre de Paris unter der Regie von Jorge Lavelli. Unter dem Titel Liebeskonzil wurde es 1982 von Werner Schroeter verfilmt.

## Inhalt
Schauplätze der Handlung sind der Himmel, die Hölle und der Hof des Borgiapapstes Alexander VI. im Jahr 1495. Gottvater, ein seniler und gebrechlicher Tattergreis, der  hinfällige und debile Christus und die abgebrühte Jungfrau Maria erhalten Nachricht von skandalösen Zuständen auf der Erde, insbesondere in Neapel. Der blasse und ausgezehrte Jesus blickt zur Erde hinab und spricht zu „Maria Mutter, sie essen mich wieder!“. Zum Osterfest nehmen sie den Vatikanpalast selbst in Augenschein und werden dabei Zeugen obszöner Spiele und Intrigen der Hofgesellschaft am Hofe des Papstes.
Deshalb handeln Gottvater und Christus, ob ihrer Senilität und respektive Debilität unterstützt von der Jungfrau Maria, mit dem Teufel ein Geschäft aus: Dieser soll eine schreckliche Strafe erfinden, die unmittelbar auf fleischliche Sünde folgen, aber die Seelen der Menschen erlösungsfähig belassen soll, da die Schöpferkraft Gottes verbraucht ist und er sich keine neuen Menschen mehr erschaffen kann – er also auf die vorhandenen angewiesen ist. Als Gegenleistung fordert der Teufel ein prächtiges Portal für die heruntergekommene Hölle, das Recht auf unangemeldete Sprechstunden mit Gott und vor allem die Freiheit, seine Gedanken zu verbreiten, denn „wenn jemand denkt, und darf seine Gedanken nicht mehr Andern mitteilen, das ist die gräßlichste aller Foltern.“ Die vom Teufel ersonnene Strafe ist nun die „Lustseuche“ Syphilis. Um diese auf die Erde zu bringen, zeugt der Teufel mit Salome, der durchtriebensten Gestalt in der Hölle, das „Weib“, eine unwiderstehlich schöne Frau, die zuerst den Papst, dann die Kardinäle, die Bischöfe und schließlich die übrige Kirchenhierarchie mit der Krankheit infiziert, die sich schnell in der gesamten Menschheit ausbreitet.

## Einflüsse

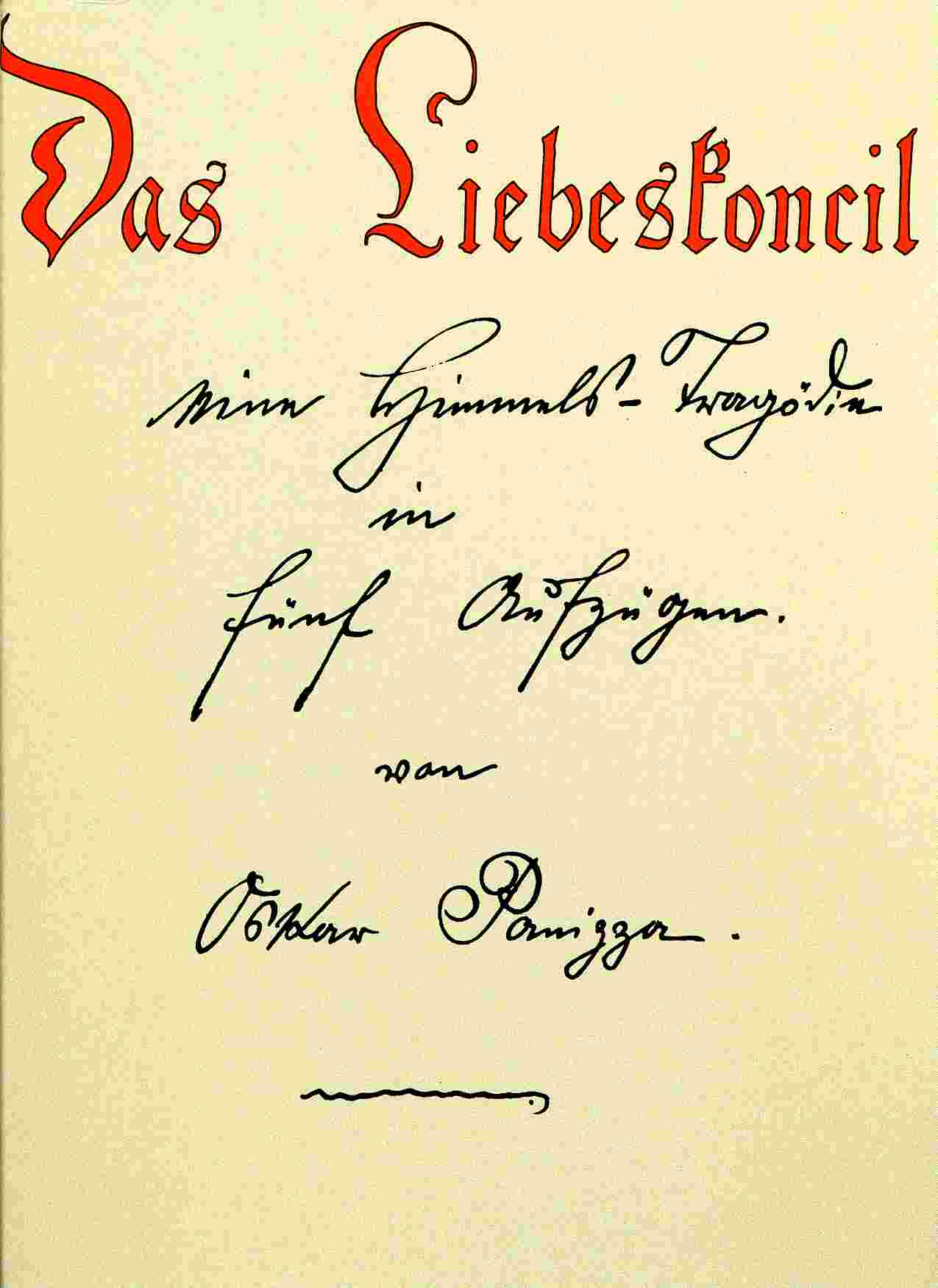
Manuskript des Liebeskonzils (1893).

Als Einflüsse für das Liebeskonzil hat man vor allem das 1800 unter dem Pseudonym Pater Elias veröffentlichte Stück Germania, ein Trauerspiel ausgemacht, das ähnliche Motive aufweist.
Andere weitläufige, von Panizza selbst genannte Vorbilder sind Goethes Faust, La Guerre des Dieux ancien et modernes von Évariste de Forges de Parny, Sebastian Sailers Fall Luzifers aus der zweiten Hälfte des 18. Jahrhunderts und die Jesuitendramen mit ihren Himmel- und Hölleszenen und den allegorischen Darstellungen von Tugenden und Lastern. Das Liebeskonzil ist dem Gedächtnis Ulrich von Huttens gewidmet, der an der Syphilis erkrankt war und nach langem Leiden daran starb.

## Der Prozess um das Liebeskonzil

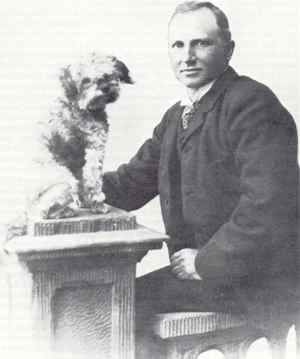
Oskar Panizza mit seiner Hündin Puzzi (etwa 1897).

Die antikatholische Satire wurde zum größten Literaturskandal der 1890er Jahre.
Im Oktober 1894 erschien das Liebeskonzil bei Jakob Schabelitz in Zürich. Panizza verschickte Rezensionsexemplare an Journalisten und Freunde, so dass das Buch zum vielbesprochenen literarischen Thema wurde, noch ehe es in den deutschen Handel gelangte. Theodor Fontane, Detlev von Liliencron, Otto Julius Bierbaum und andere reagierten begeistert auf das spektakuläre Werk.
Das Liebeskonzil war nur wenige Wochen lang in den Buchläden erhältlich: Nach einer Besprechung in der Allgemeinen Zeitung beschlagnahmte die Polizei am 8. Januar 1895 alle in Deutschland zugänglichen Exemplare und der Münchner Staatsanwalt  Eugen Freiherr von Sartor erhob Anklage wegen Blasphemie aufgrund § 166 des Reichsstrafgesetzbuches. Ein Problem war dabei der Nachweis, dass das in der Schweiz gedruckte Werk in Deutschland überhaupt Leser gefunden hatte. Schließlich erklärten zwei Münchner Buchhändler, 23 Exemplare verkauft zu haben und ein Polizist aus Leipzig gab eine Erklärung ab, das Buch gelesen und an seinem Inhalt „Aergerniß genommen“ zu haben – seine Anzeige unterzeichnete er mit „i. A. Müller“.
Der Fall ging durch die deutsche Presse. Panizza fand Fürsprecher unter liberalen und sozialdemokratischen Journalisten, aber heftige Anfeindungen in konservativen Zeitungen. Auch Thomas Mann, der Panizza während seiner Studienzeit in München im „Akademisch-dramatischen Verein“ persönlich kennengelernt hatte, äußerte Verständnis für die Verfolgung der blasphemischen „Geschmacklosigkeit“ durch die Justiz. Er ging in seiner Kritik dabei von Panizzas veröffentlichter Verteidigungsrede aus und hatte das Buch, wie viele andere Kritiker, wahrscheinlich selbst nicht gelesen.
Da konservative Politiker eine politische Opposition vermuteten, wie sie sich tatsächlich erst rund 15 Jahre später entwickeln sollte, wurde aus dem Fall Panizza ein hochpolitischer Prozess gegen „die Moderne“. Die Staatsanwaltschaft ging deshalb mit außerordentlicher Härte gegen Panizza vor.
Im Prozess, der am 30. April 1895 vor dem Landgericht München I stattfand, nahm Panizza die Rolle eines Vorkämpfers für die Freiheit moderner Literatur ein und stilisierte sich dabei zu einem Märtyrer, bewusst die Risiken einer solchen Haltung in Kauf nehmend. Gegen den Rat seiner Freunde, die ihm zuvor schon vergeblich zur Flucht ins Ausland geraten hatten, suchte er in seiner literatur- und kunsthistorisch angelegten Verteidigung kämpferisch die Auseinandersetzung mit dem Staat. Trotzig weigerte er sich auch, zu leugnen, dass er die Veröffentlichung des in der Schweiz verlegten Buches für Deutschland beabsichtigt hatte – die wohl einzige Chance auf einen Freispruch.
Mit seiner Rede über die Grundwerte künstlerischer Freiheit konnte er die zwölf Geschworenen kaum überzeugen, zu deren Auslosung die Justiz 28 Bürger mit durchweg geringer Bildung geladen hatte.
Bereits Panizzas Bekenntnis „Ich erkläre, daß ich Atheist bin“ hatte eine Verurteilung geradezu provoziert. Einer der Geschworenen sagte ganz offen: „Wann der Hund in Niederbayern verhandelt worden wär, der kam net lebendig vom Platz!“ Selbst der von Panizza als Sachverständiger geladene Freund und Förderer Michael Georg Conrad stand angesichts dieses Verhaltens fassungslos vor Gericht und konnte Zweifel an der geistigen Gesundheit Panizzas kaum verbergen.
So lief der Prozess unweigerlich auf eine Verurteilung Panizzas hinaus. Kein anderer Schriftsteller im  wilhelminischen Kaiserreich wurde mit vergleichbarer Härte gestraft: Anders als etwa Frank Wedekind oder Hanns von Gumppenberg wurde Panizza nicht zu kurzer Festungshaft, sondern zu einem Jahr Einzelhaft verurteilt und trug die Kosten des Verfahrens und des Gefängnisaufenthaltes.

## Rezeption
1913 erschien eine auf 50 Exemplare limitierte und in den Niederlanden gedruckte Edition des Liebeskonzils für die „Gesellschaft der Münchner Bibliophilen“, die von Alfred Kubin illustriert wurde. Wegen der strikten Zensur musste jedes Exemplar dieser Privatausgabe den gedruckten Namen des späteren Besitzers auf der Titelseite tragen. Unter den Mitgliedern der Gesellschaft waren unter anderem Franz Blei, Karl Wolfskehl, Erich Mühsam und Will Vesper.
Kurt Tucholsky schrieb 1919 in einem kurzen Essay (Panizza), das Werk sei ein grandioses Drama. Es gebe Stellen in dem Stück, gegen die Wedekind wie eine brave Gartenlaube wirke. Zwar handele es sich um eine „wirkliche Gotteslästerung“, und man solle die religiösen Gefühle seiner Mitbürger schonen. Doch wäre es eine Anmaßung der Mitbürger, zu verlangen, „wir sollten im selben Tempo fühlen wie sie und im selben Rhythmus leben wie sie. Ihr Lachen ist nicht unser Lachen, und ihr Schmelzpathos ist uns keines.“
An eine Theateraufführung des Liebeskonzils war auch nach Aufhebung der Zensur nicht zu denken, da sich Panizzas Familie weigerte, die Urheberrechte für Neuauflagen des Entmündigten freizugeben – so war eine wirkliche Rezeption des Stücks jahrzehntelang kaum möglich. Bibliophile zahlten in den 1920er Jahren Höchstpreise für Exemplare der beschlagnahmten Erstauflage des Liebeskonzils.
Auch nach dem Zweiten Weltkrieg wurden die Werke Panizzas lange Zeit weder verlegt noch gespielt und waren kein  Thema der Germanistik. Als Jes Petersen 1962 ein Faksimile der Erstausgabe des  Liebeskonzils in einer kleinen Auflage von 400 Exemplaren neu herausgab, wurde das Buch auf den Index gesetzt und Petersen inhaftiert. Seine Wohnung wurde durchsucht, Bücher und Bilder beschlagnahmt und ihm wegen Verbreitung pornographischer Schriften der Prozess gemacht. Nach heftigem Protest der Presse wurden jedoch alle Anklagepunkte gegen Petersen wieder fallengelassen. Erst 1964 gab Hans Prescher das Liebeskonzil zusammen mit anderen Schriften bei Luchterhand heraus. Damit war erstmals eine Grundlage für eine breitere Rezeption Panizzas in Deutschland verfügbar. 1960 war eine französische Übersetzung erschienen, 1964 folgte eine niederländische, 1969 eine italienische und 1971 eine englische Ausgabe.
Die Uraufführung des Liebeskonzils als Theaterstück fand erst 1967, also 74 Jahre nach der Erstveröffentlichung, auf der Wiener Kleinbühne Experiment statt und 1969 wurde es im Théâtre de Paris unter der Regie von Jorge Lavelli zum ersten Mal auf eine große Bühne gebracht. Als das Liebeskonzil 1973 am Hamburger Ernst-Deutsch-Theater endlich seine deutsche Erstaufführung erlebte, blieb die erwartete empörte Reaktion der Öffentlichkeit aus, allerdings widmete die führende Fachzeitschrift Theater heute Panizza die Titelreportage.
Einen veritablen Skandal hatte eine Inszenierung am Teatro Belli in Rom unter der Regie von Antonio Salines 1981 zur Folge. Die italienische Produktion Il concilio d’amore wurde in den Film Liebeskonzil des deutschen Regisseurs Werner Schroeter integriert, der im ausverkauften Zoo Palast auf der Berlinale 1982 Premiere feierte. Die Filmhandlung ist nicht völlig identisch mit Panizzas Stück, so fehlt ihm, wie schon der italienischen Inszenierung, die zügelloseste Szene am Hofe Alexanders VI. im Vatikan. Dagegen werden die Szenen von dem Prozess gegen Panizza umrahmt, dessen „Beweisstücke“ die Theaterinszenierung sind. Die hohen Erwartungen konnte der Film nicht erfüllen: Statt der erwarteten Provokation rief der Film eher enttäuschte Langeweile hervor und galt bald als Flop, die Religionskritik als harmloser Anachronismus aus wilhelminischer Zeit. Auch finanziell war die Low-Budget-Produktion kein Erfolg und lockte nur wenige Zuschauer in die wenigen Kinos, in denen der Film lief.
Seitdem wird das Liebeskonzil regelmäßig, aber nicht häufig auf die Bühne gebracht. Unter anderem wurde es 1988/89 am Berliner Schillertheater in der Regie von Franz Marijnen und mit Musik von Konstantin Wecker aufgeführt. Die meisten Ausgaben der Werke sowie die meisten literaturwissenschaftlichen Studien über Werk und Leben Panizzas wurden in der zweiten Hälfte der 1980er Jahre veröffentlicht.
Völlig überraschend kam im Mai 1985 ein Verbot des Filmes durch die Tiroler Landesregierung, weil er die christliche Religion beleidige. Als das Otto-Preminger-Institut für audiovisuelle Mediengestaltung (OPI) das Liebeskonzil sechs Abende in ihrem Kino in Innsbruck zeigen wollte, erstattete die katholische Diözese Anzeige gegen den Direktor des OPI, Dietmar Zingl, und fand die Unterstützung des Staatsanwalts. Trotz harscher Reaktionen der österreichischen Presse wurde der Film, wie kurze Zeit vorher Das Gespenst von Herbert Achternbusch, in Tirol verboten. 1994 hielt der Europäische Gerichtshof für Menschenrechte fest, das Verbot bzw. die Beschlagnahmung der Filmrollen verstoße nicht gegen die Freiheit der Meinungsäußerung (Artikel 10 Europäische Menschenrechtskonvention). In Deutschland ist der Film nicht mehr im Handel erhältlich.
In der Schweiz erstattete 1997 eine Gruppe namens „Christen für die Wahrheit“ unter Berufung auf § 261 StGB (Störung der Glaubens- und Kultusfreiheit) Anzeige gegen eine Inszenierung des Liebeskonzils durch die Abschlussklasse der Schauspielschule Bern. Diese Klage wurde 1998 durch ein Berner Gericht abgewiesen.
Deutlich beeinflusst von Panizzas Werk ist die Filmkomödie 3faltig in der Regie von Harald Sicheritz, in der Matthias Schweighöfer als Christus zur Apokalypse auf Erden erscheint, aber vom Heiligen Geist (Christian Tramitz) umgestimmt wird.

## Hörspielbearbeitungen
- 2014: Hörspiel in zwei Teilen mit Rafael Jové, Josef Ostendorf, Peter Simonischek, Graham F. Valentine. Regie: Ulrich Gerhardt. Produktion: BR Hörspiel und Medienkunst 2014. Als Podcast/Download im BR Hörspiel Pool.[13]
- 2014: Mit Wolfram Berger. Bearbeitung: Wolfram Berger, Regie: Peter Kaizar. Produktion ORF 2014.